# Ролинг Медоуз (Илиноис)
Ролинг медоуз (енгл. Rolling Meadows) град је у америчкој савезној држави Илиноис. По попису становништва из 2010. у њему је живело 24.099 становника.

## Демографија
Према попису становништва из 2010. у граду је живело 24.099 становника, што је 505 (2,1%) становника мање него 2000. године.
| Група             | 2000.          | 2010.          |
| Белци             | 17.282 (70,2%) | 14.948 (62,0%) |
| Афроамериканци    | 696 (2,8%)     | 569 (2,4%)     |
| Азијати           | 1.627 (6,6%)   | 1.977 (8,2%)   |
| Хиспаноамериканци | 4.725 (19,2%)  | 6.334 (26,3%)  |
| Укупно            | 24.604         | 24.099         |

## Партнерски градови
- Енен Бомон